# JA Zennō

Logo

Zenkoku Nōgyō Kyōdō Kumiai Rengōkai (jap. 全国農業協同組合連合会, engl. National Federation of Agricultural Cooperative Associations), kurz JA Zennō (JA全農, Eigenschreibweise: ZEN-NOH), ist die nationale Dachorganisation der landwirtschaftlichen Genossenschaftsverbände in Japan.
Sie entstand am 30. März 1972 durch Zusammenschluss dem „Nationalen Vertriebsverband der landwirtschaftlichen Genossenschaften“ (全国販売農業協同組合連合会, Zenkoku Hanbai Nōgyō Kyōdō Kumiai Rengōkai kurz: 全販連, Zenhanren) mit dem „Nationalen Einkaufsverband der landwirtschaftlichen Genossenschaften“ (全国購買農業協同組合連合会, Zenkoku Kōbai Nōgyō Kyōdō Kumiai Rengōkai, kurz: 全購連, Zenkōren). Die Hauptverwaltung sitzt in Chiyoda, Tokio, Der Zennō gehören mehr als 1000 Genossenschaften und sekundäre Organisationen an (Stand: August 2013), die im Jahr 2004 zusammen einen Umsatz von umgerechnet 53,8 Mrd. US-Dollar erzielten. Die Marktkapitalisation lag im August 2013 bei rund 115 Mrd. ¥. Zennō beschäftigt rund 8.400 Mitarbeiter (Stand August 2013).
Zu ihren Aufgaben gehören unter anderem die Absatzförderung der Erzeugnisse der Mitglieder ins In- und Ausland inklusive Entwicklung neuer Märkte, Unterstützung bei Transport, Verarbeitung und Lagerung, das Management von Verkaufsmärkten, das landwirtschaftliche Bauwesen, die Fortbildung und Innovationsförderung, die Qualitätssicherung und Organisation der Rückverfolgbarkeit in der Verarbeitungskette vom Endprodukt bis zu den ursprünglichen Lieferanten und Erzeugern sowie Kooperation mit landwirtschaftlichen Genossenschaften im Ausland. Weitere wichtige Aufgabe ist die Beschaffung von Produktionsmitteln durch Großhandel. Zennō ist einer der weltgrößten Importeure von Dünger und Futtermitteln. Rund 70 % der japanischen Kunstdüngerimporte werden über Zennō abgewickelt. Auch bei der Beschaffung landwirtschaftlicher Geräte und Maschinen, vor allem von Traktoren, spielt Zennō eine bedeutende Rolle in Japan. Im Jahr 2006 erklärte Zennō, sich nicht an der Erforschung und Entwicklung gentechnisch veränderter Nahrungsmittel beteiligen zu wollen.

## Weitere Organisationen in der JA Group
Der genossenschaftliche Sektor der japanischen Landwirtschaft wird gemeinhin als Nōkyō (農協) oder JA Group (JAグループ) bezeichnet, JA steht hierbei für Japan Agricultural Cooperatives. Weitere Organisationen innerhalb der JA Group sind:
- JA Zenchū, zentrale Organisation, deckt die grundsätzlichen Aspekte der Verwaltung und Interessenvertretung ab
- Zenkyōren (auch JA Kyōsai) bietet Versicherungen auf Gegenseitigkeit
- JA Zenkōren, Gesundheitsvorsorge und Klinikbetrieb im ländlichen Raum
- Nōrin Chūō Kinko, Bank